# يان روبنسون (لاعب إسكواش)
يان روبنسون (بالإنجليزية: Ian Robinson)‏ هو لاعب إسكواش بريطاني، ولد في 12 سبتمبر 1952 في يورك في المملكة المتحدة.

## وصلات خارجية
- يان روبنسون على موقع SquashInfo.com (الإنجليزية)